# Lorenzo Costa

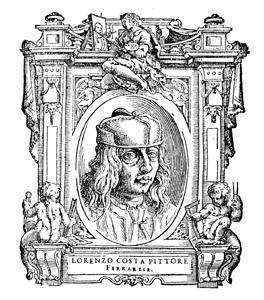
Lorenzo Costa in Le Vite van Giorgio Vasari

Lorenzo Costa (Ferrara, 1460 - 5 maart 1535) was een Italiaanse kunstschilder uit de Italiaanse renaissance. 

## Leven en werk
Costa werd geboren in Ferrara, maar verhuisde toen hij begin twintig was naar Bologna, waar hij een belangrijke exponent werd van de Bolognese School. In 1483 schilderde hij zijn beroemde Madonna en Kind met de Bentivoglio familie en andere fresco's, op de muren van de Bentivoglio familiekapel in de basiliek van Sint-Jakobus de Meerdere. 
In 1509 vertrok hij naar Mantua, de stad van zijn beschermheer markies Francesco II Gonzaga. In deze plaats overleed hij waarschijnlijk. 
Costa werkte veel samen met tijdgenoten als Cosimo Tura en Dosso Dossi. Hij was een grote vriend van Francesco Raibolini, die door Costa werd beïnvloed.

## Galerij

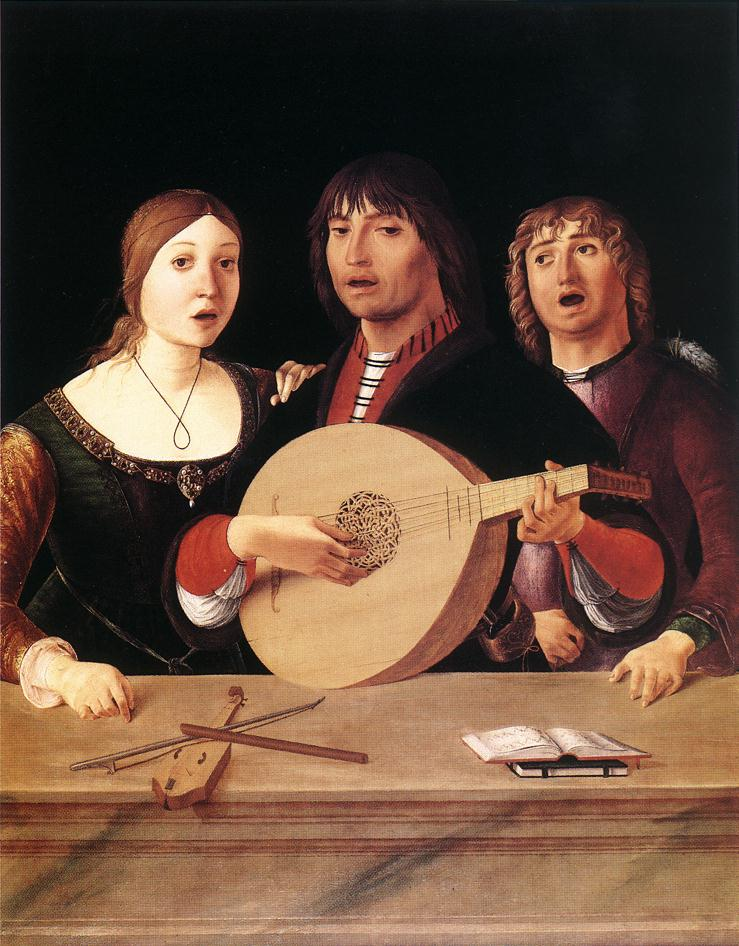
Concert
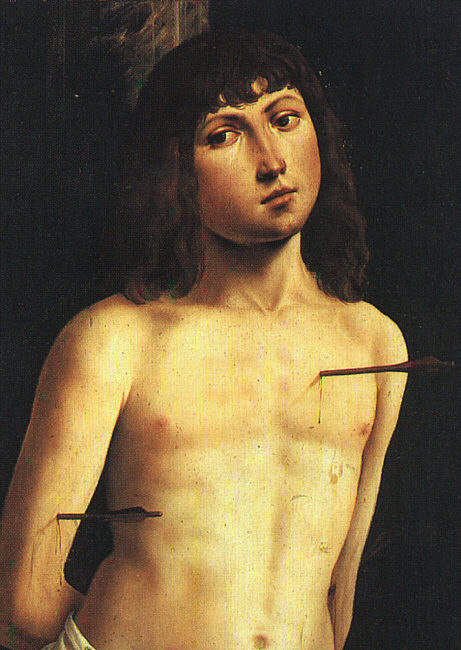
Heilige Sebastiaan
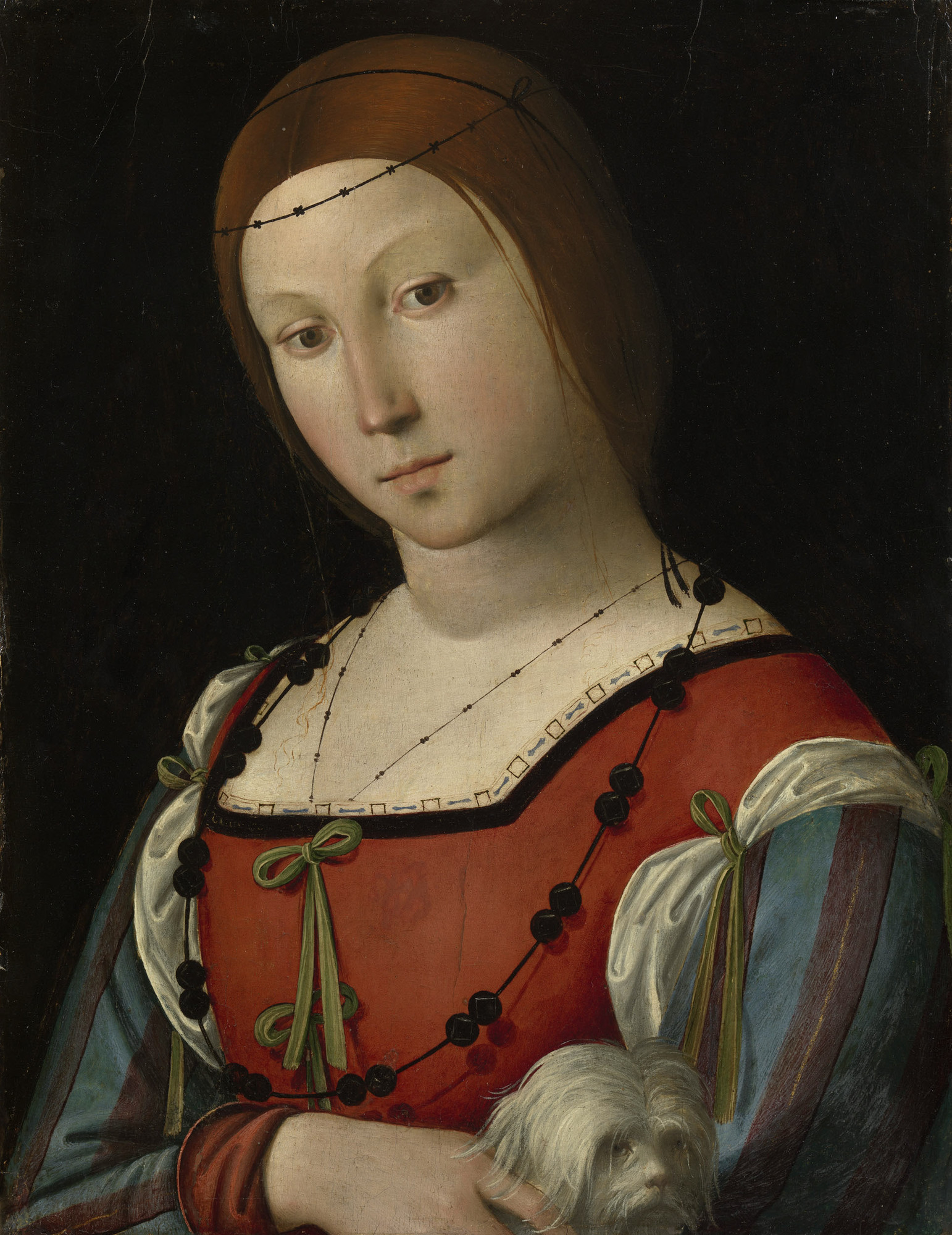
Vrouw met hond
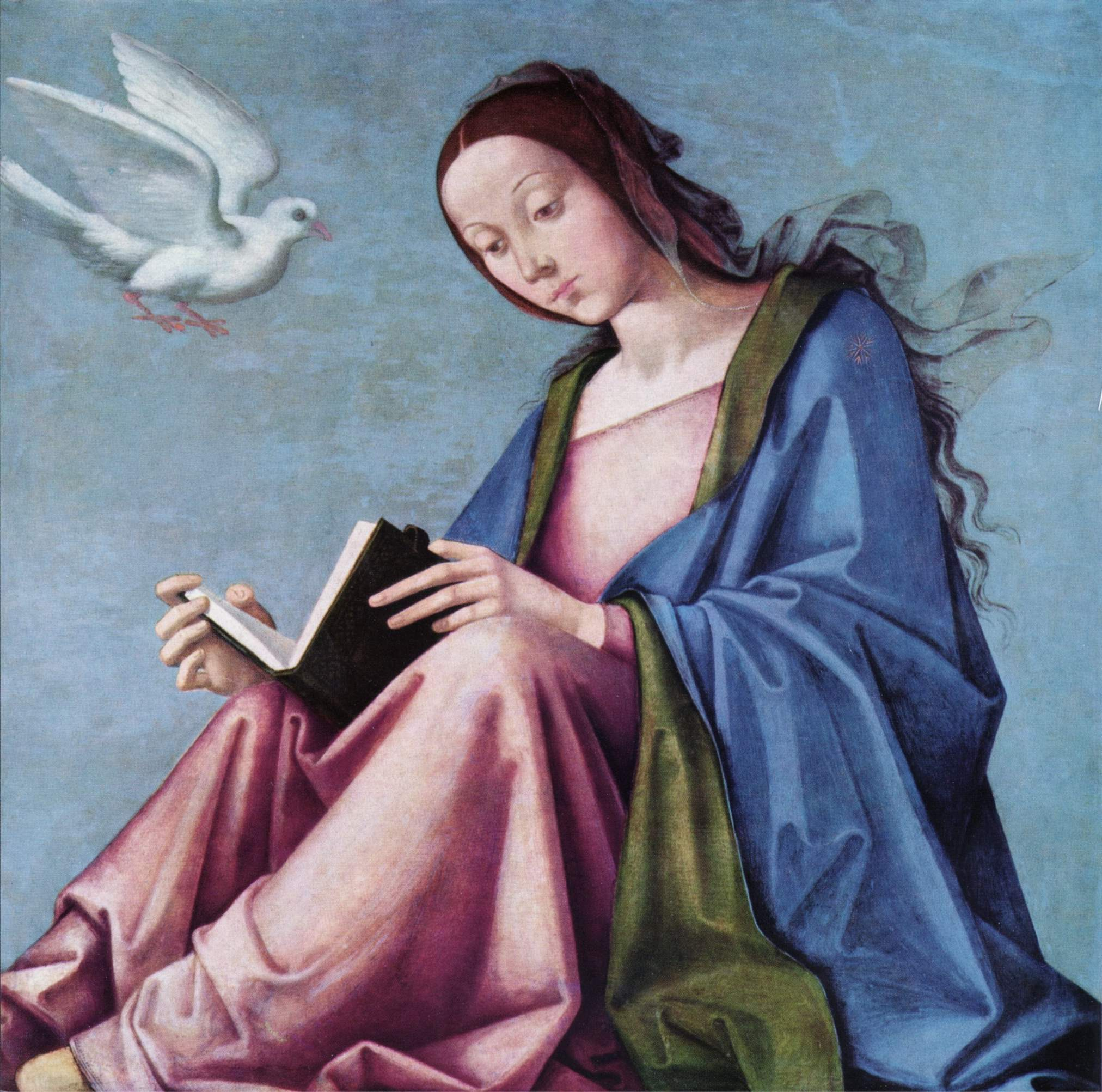
Lezende Maria